# Dimbala, Srinivaspur
Dimbala là một làng thuộc tehsil Srinivaspur, huyện Kolar, bang Karnataka, Ấn Độ.